# (13121) Tisza
(13121) Tisza est un astéroïde de la ceinture principale.

## Description
(13121) Tisza est un astéroïde de la ceinture principale. Il fut découvert le 7 février 1994 à La Silla par Eric Walter Elst. Il présente une orbite caractérisée par un demi-grand axe de 2,33 UA, une excentricité de 0,11 et une inclinaison de 4,9° par rapport à l'écliptique.

## Compléments